# Etheostoma nuchale
Etheostoma nuchale är en fiskart som beskrevs av Howell och Caldwell, 1965. Etheostoma nuchale ingår i släktet Etheostoma och familjen abborrfiskar. IUCN kategoriserar arten globalt som starkt hotad. Inga underarter finns listade i Catalogue of Life.